# Hydatella leptogyne
Hydatella leptogyne är en näckrosart som beskrevs av Friedrich Ludwig Diels. Hydatella leptogyne ingår i släktet Hydatella och familjen Hydatellaceae. Inga underarter finns listade i Catalogue of Life.